# 百済清生
百済 清生（くだら の きよなり、生没年不詳）は、平安時代前期の官人。氏姓は飛鳥戸（飛鳥部）造のち百済宿禰。

## 経歴
貞観5年（863年）10月、内豎正六位上で飛鳥戸有雄らとともに百済宿禰に改賜姓される。他の事績は不明。

## 官歴
『日本三代実録』による。
- 時期不詳：正六位上。内豎
- 貞観5年（863年）10月11日：飛鳥戸造から百済宿禰に改賜姓